# Elecciones generales de Antigua y Barbuda de 1999
Las elecciones generales de Antigua y Barbuda de 1999 tuvieron lugar el 9 de marzo del mencionado año con el objetivo de renovar los diecisiete escaños de la Cámara de Representantes, en base a cuya composición se integró el Senado, configurando el Parlamento de Antigua y Barbuda para el período 1999-2004. Fueron las cuartas elecciones desde la independencia de Antigua y Barbuda, así como las duodécimas elecciones regulares de la historia antiguana y las undécimas bajo sufragio universal. Asimismo, se trató de los últimos comicios administrados por el Supervisor de Elecciones dependiente de la oficina del primer ministro, antes de la creación de la Comisión Electoral de Antigua y Barbuda como ente electoral independiente.
El gobernante Partido Laborista de Antigua (ALP), en el poder desde 1976 y liderado desde 1994 por Lester Bird, buscó un nuevo mandato en el poder en medio de acusaciones de corrupción y autoritarismo. A pesar de haber ganado con una plataforma de renovación y cambio al suceder a su padre, Vere Bird, el gobierno de Lester Bird continuó acosado por escándalos, destacando las revelaciones en 1998 por parte del Servicio de Aduana de los Estados Unidos de que el régimen del ALP estaba involucrado en «el mayor fraude de lavado de dinero no relacionado con narcóticos», jamás descubierto por la entidad. El opositor Partido Progresista Unido (UPP), liderado por Baldwin Spencer, centró su campaña en la transparencia gubernamental y el cambio político. Al igual que en anteriores elecciones antiguanas, grupos de observadores independientes cuestionaron la atmósfera de la campaña, el control del ALP sobre los medios de comunicación y el uso de la intimidación policial en contra de las manifestaciones opositoras.
De acuerdo con los resultados oficiales, las elecciones vieron al ALP revalidar su mayoría absoluta con un 52,94% de los votos válidos y 12 de los 17 escaños, garantizando la reelección de Bird como primer ministro, mientras que el UPP obtuvo el 44,45% de los votos y 4 escaños. Hilbourne Frank, al frente del regionalista Movimiento Popular de Barbuda (BPM) y aliado del UPP, fue reelegido para un tercer mandato como parlamentario por Barbuda. El resultado en términos territoriales fue prácticamente el mismo que el de las anteriores elecciones, aunque el ALP logró arrebatar al UPP los escaños de St. John's City West (con Gaston Browne, futuro primer ministro, como candidato) y St. Philip South. Mientras tanto, el UPP logró arrebatar al ALP la circunscripción de St. George por un margen de solo 5 votos. De este modo, el ALP logró obtener un escaño más respecto a 1994 a pesar de haber perdido ventaja en el voto popular nacional. Los demás partidos y candidatos independientes sumaron a penas un 1,34% de los votos. La participación oficial fue del 63,61% del electorado registrado.
Los comicios fueron denunciados como «profundamente defectuosos» por los observadores de la Mancomunidad de Naciones, y la oposición desreconoció el resultado, denunciando fraude electoral. La elección fue mucho más ajustada de lo evidenciado por los porcentajes, pues muchos escaños se definieron por unas pocas decenas de votos, y de haber obtenido 554 votos más, el UPP habría ganado la mayoría. Reportes posteriores determinaron que las irregularidades afectaron críticamente el resultado y que el UPP probablemente habría podido ganar las elecciones si estas hubieran sido libres y justas. Spencer criticó el manejo del proceso e inició una huelga de hambre exigiendo una reforma electoral. Ante las recomendaciones persistentes de las instituciones de la Mancomunidad y la presión internacional, sumado a un aumento del descontento interno, el régimen de Bird accedió a establecer un órgano independiente a cargo de administrar las futuras elecciones, siendo creada la Comisión Electoral de Antigua y Barbuda en 2001.

## Contexto
Las elecciones de 1994 estuvieron marcadas por el retiro de Vere Bird después de casi cincuenta años liderando el Partido Laborista de Antigua (ALP), fuerza dominante de la política antiguana. Acusado de presidir un régimen corrupto y autoritario, Bird fue sucedido como primer ministro por su hijo, Lester Bird, que condujo al ALP a la victoria en los comicios en medio de denuncias de fraude electoral, abuso de los recursos públicos e intimidación a los votantes. La elección también vio la irrupción del Partido Progresista Unido (UPP), encabezado por el sindicalista Baldwin Spencer, que consolidó su posición como líder de la Oposición al obtener 5 escaños en Antigua. Aunque crítico la atmósfera de la campaña y la administración electoral, el UPP reconoció el resultado, conformándose con haber mostrado una oposición fuerte. Consciente del creciente descontento público y enfrentando un polo de oposición dentro del propio Partido Laborista, Bird asumió el poder de manos de su padre con la promesa de un gobierno más transparente y eficiente, a pesar de las acusaciones de corrupción que pesaban en torno a su propia figura.
Bird asumió la jefatura del gobierno con la administración pública en crisis debido a la creciente deuda externa, un déficit presupuestario cada vez mayor y una desaceleración en la industria turística. A principios de 1995 implementó un programa de ajuste estructural que incluía diversos aumentos de impuestos y aranceles y fuertes recortes en el gasto en salud, educación e infraestructura básica. Aunque algunos empleados del gobierno fueron despedidos, el sector público (motor del clientelismo y un pilar para garantizar el control del ALP sobre el Estado) continuó constituyendo un 40% de la fuerza laboral. Las condiciones sociales del país y su infraestructura pública se deterioraron gravemente durante los siguientes años. Mientras que algunas habitaciones de hotel en enclaves frente al mar en Antigua costaban hasta 2.000 dólares por noche, muchas calles se encontraban en mal estado, los hospitales públicos carecían del material médico más elemental y más de un 40% de los hogares antiguanos no tenían inodoro.
El año 1995 estuvo marcado por el paso del Huracán Luis. Antigua y Barbuda fue la segunda nación del Caribe más afectada por la catástrofe climática, con tres muertos, cientos de heridos y daños a la propiedad por más de 350 millones de dólares, que representaban más de un 60% del PBI del país. De acuerdo con los reportes del propio gobierno de Bird, el 45% de las casas en Antigua y el 70% en Barbuda sufrieron daños o fueron destruidas. El UPP criticó la gestión del gobierno del desastre, afirmando que el régimen de Bird desvió sumas sustanciales de la ayuda internacional recibida por el fondo de seguridad social para la reconstrucción. Se denunció la desaparición de un millón de EC$ en el marco de un contrato para la compra de materiales de construcción entre el gobierno y el empresario Asot Michael, socio de negocios de Bird que más tarde asumiría como ministro en su gabinete. Bird acusó a la oposición y a los pocos medios de comunicación favorables a ella de «exagerar y tergiversar» la cuestión de la corrupción, negó cualquier irregularidad en el manejo de los fondos y prometió un informe completo al respecto, pero este nunca se publicó.
A finales de la década de 1990, el régimen de Bird comenzó a granjearse una mala reputación internacional. La próspera industria bancaria extraterritorial del país fue repetidamente objeto de preocupación internacional por una regulación y un control inadecuados, que llevaron a un aumento de operaciones bancarias cuestionables, algunas de ellas con presuntos vínculos con el crimen organizado ruso. En 1998, el Servicio de Aduanas de Estados Unidos reveló estos vínculos en lo que llamó «el mayor fraude de lavado de dinero no relacionado con narcóticos jamás descubierto», involucrando a más de cincuenta instituciones bancarias poco reguladas en la isla. El gobierno de Bird respondió con una ofensiva contra los bancos de propiedad rusa, pero se negó a cooperar con autoridades extranjeras y aprobó nuevas regulaciones que restringieron el secreto bancario, llevando a que se acusara al régimen del ALP de buscar encubrir la continuidad de las operaciones delictivas. Ese mismo año, el informe anual de «Libertad en el Mundo» de Freedom House consideró a Antigua y Barbuda como una de las únicas cuatro naciones del continente americano que no podían calificarse como «democracia electoral».

## Sistema electoral
| Mapa                       | Circunscripción          | Parlamentarios  | Parlamentarios | Parlamentarios |
| -------------------------- | ------------------------ | --------------- | -------------- | -------------- |
|                            | St. John's City West     | Donald Halstead |                | Ind.           |
| St. John's City East       | John St. Luce            |                 | ALP            |                |
| St. John's City South      | Steadroy Benjamin        |                 | ALP            |                |
| St. John's Rural West      | Baldwin Spencer          |                 | UPP            |                |
| St. John's Rural South     | Vere Bird Jr.            |                 | ALP            |                |
| St. John's Rural East      | Lester Bird              |                 | ALP            |                |
| St. John's Rural North     | Bernard Percival         |                 | ALP            |                |
| St. Mary's North           | Molwyn Morgorson Joseph  |                 | ALP            |                |
| St. Mary's South           | Hilson Baptiste          |                 | UPP            |                |
| All Saints East & St. Luke | Charlesworth T. Samuel   |                 | UPP            |                |
| All Saints West            | Hilroy Humphreys         |                 | ALP            |                |
| St. George                 | Adolphus Freeland        |                 | ALP            |                |
| St. Peter                  | Longford Jeremy          |                 | ALP            |                |
| St. Philip North           | Robin Kensworth Yearwood |                 | ALP            |                |
| St. Philip South           | Wilmoth S. Daniel        |                 | UPP            |                |
| St. Paul                   | Rodney Williams          |                 | ALP            |                |
| Barbuda                    | Hilbourne Frank          |                 | BPM            |                |

Las elecciones se realizaron bajo el texto constitucional de 1981 y la Ley de Representación del Pueblo del 31 de octubre de 1975. Bajo este marco constitucional, Antigua y Barbuda era una monarquía constitucional dentro de la Mancomunidad de Naciones con un sistema parlamentario basado en el modelo Westminster. La reina Isabel II era la Reina de Antigua y Barbuda y jefa de estado ceremonial, representada localmente por el Gobernador General Wilfred E. Jacobs, mientras que el jefe de gobierno y titular efectivo del poder ejecutivo recaía en la figura de un primer ministro sometido a la confianza del Parlamento bicameral compuesto por la Cámara de Representantes elegida por voto popular mediante escrutinio mayoritario uninominal para un mandato máximo de cinco años y un Senado designado en base a los resultados de las elecciones de la Cámara.
La Cámara de Representantes se compone de diecisiete escaños elegidos por escrutinio mayoritario uninominal. El país se encuentra dividido en diecisiete circunscripciones, cada una de las cuales está representada por un miembro del Parlamento elegido por simple mayoría de votos. El partido o grupo político que logre sumar una mayoría de al menos nueve de los diecisiete escaños forma gobierno y designa al primer ministro, mientras que el líder del partido con más escaños que no forme parte del gobierno ocupa el cargo de líder de la Oposición. El Senado, por su parte, se compone también de diecisiete escaños enteramente designados por el Gobernador General en representación del monarca y siguiendo determinados consejos. Diez senadores se designan por consejo del primer ministro, cuatro por consejo del líder de la Oposición y tres en representación de Barbuda, designados a la razón de uno por consejo del primer ministro, uno por el Consejo de Barbuda y otro a discreción del Gobernador General.
Todos los ciudadanos de la Mancomunidad de Naciones de al menos dieciocho años de edad que posean los requisitos de residencia o domicilio tienen derecho a votar en las elecciones a la Cámara de Representantes. Por su parte, los ciudadanos que tengan al menos veintiún años de edad, hayan residido en el país durante un mínimo de doce meses inmediatamente anteriores al día de la nominación y sean capaces de hablar y leer el idioma inglés con fluidez suficiente para permitirles participar activamente en los procedimientos parlamentarios están calificados para convertirse en miembros del Parlamento. Están inhabilitadas las personas que deban lealtad a un Estado extranjero, los que tengan una quiebra sin liberal, las personas declaradas mentalmente insanas, condenadas a muerte o prisión por un período de al menos doce meses, y aquellos relacionados con delitos electorales o culpables de ciertos delitos dentro de los diez años anteriores. El mandato parlamentario es incompatible con determinados cargos públicos, responsabilidades electorales y el cargo de ministro de religión.

## Partidos participantes

### Partido Laborista de Antigua
La convención del Partido Laborista tuvo lugar en enero de 1999, dos meses antes de las elecciones. Previo a las anteriores elecciones, Lester Bird se había asegurado asumir el control de ALP luego de llegar a un acuerdo con su hermano, Vere Bird Jr., con quien había sostenido una larga rivalidad, para contrarrestar la amenaza representada por el sector interno de John St. Luce. Durante la convención del partido, Bird dio un discurso en el que declaró que la economía había crecido un 5% durante el año 1998 (cifra que sería desmentida meses más tarde cuando, después de las elecciones, se presentó el presupuesto anual y se reveló que el crecimiento había sido de solo un 2,8% en el mencionado año), y confirmó que su campaña se centraría mayormente en cuestiones económicas, afirmando que la victoria de la oposición empujaría a Antigua y Barbuda al caos económico por la caída de numerosos proyectos en curso. Tras haber asegurado el respaldo de la mayoría de los sectores internos para obtener su reelección, Bird no enfrentó oposición para volver a ser proclamado líder del ALP y candidato a primer ministro.

### Partido Progresista Unido
El Partido Progresista Unido celebró su tercera convención bianual en junio de 1997. Aunque la posición de Baldwin Spencer, parlamentario por St. John's Rural West, líder de la Oposición desde 1989 y líder del partido desde su fundación, parecía bastante segura, enfrentó un sorpresivo desafío por parte de Donald Halstead, parlamentario por St. John's City West y antiguo dirigente del desaparecido Movimiento Laborista Progresista. El foco del conflicto interno fue el respaldo de Halstead al proyecto turístico Asian Village, apoyado por el gobierno y que el UPP denunciaba como poco transparente. De todas formas, Spencer fue fácilmente reelecto como líder del partido, derrotando a Halstead. Halstead votó a favor del proyecto de Asian Village, lo que le valió su expulsión del partido, pero permaneció como parlamentario y anunció que buscaría la reelección en su circunscripción como independiente. Colin Derrick fue elegido para suplantar a Halstead como candidato del UPP.

## Campaña
Se consideró que la campaña de 1999 fue una de las más polarizadas que veía Antigua y Barbuda desde la década de 1970. Frente a los crecientes enfrentamientos entre partidarios del ALP y el UPP, el Consejo Cristiano de Antigua y Barbuda y la Asociación Evangélica Unida dieron cuenta de la atmósfera altamente polarizada y lograron negociar un código de conducta que fue firmado por todos los partidos y candidatos independientes. Aunque las organizaciones eclesiásticas no tenían ningún mecanismo formal para monitorear el cumplimiento, y ni la ALP ni la UPP lo respetaron plenamente, el código pareció tener una influencia restrictiva, y las últimas semanas de la campaña fueron en su mayoría libres de violencia.
Buscando evadir el debate sobre las acusaciones de corrupción, el Partido Laborista de Antigua basó su campaña en cuestiones económicas, defendiendo su gestión durante las anteriores décadas, exaltando los logros económicos y sociales alcanzados y comprometiéndose a continuar con esas políticas, con eslóganes como «Nosotros Cumplimos». Su manifiesto, titulado «Empowering the People» (del inglés: «Empoderar al Pueblo»), se enfocó en destacar el crecimiento económico a pesar de las condiciones climáticas adversas y la baja tasa de desempleo. También realizó varias promesas en materia de distribución de tierras, vivienda, subsidios comerciales, salarios públicos más altos y becas, así como un mayor gasto en salud, educación e infraestructura. La oposición señaló que el partido «recicló» promesas del manifiesto de 1994 que nunca había cumplido, incluyendo una reforma del sistema electoral, un nuevo registro de votantes, privatización de los medios de comunicación estatales, legislación anticorrupción, declaraciones de impacto ambiental para proyectos de desarrollo y una auditoría pública completa de las cuentas financieras del gobierno. En sus discursos públicos, Bird buscó generar temor a una derrota laborista, afirmando que el triunfo del UPP conduciría a un aumento en los impuestos y a un colapso económico al ahuyentar a los inversores y turistas extranjeros. Bird acusó a la oposición de populista, y criticó el manifiesto del UPP como «un documento siniestro». Muy como en las anteriores elecciones, se reportó que el ALP tenía a su disposición los recursos del Estado para hacer campaña, incluyendo el control de la radio y la televisión, que difundieron profusamente anuncios favorables al oficialismo y desfavorables a la oposición. Estos anuncios destacaron la oposición del UPP a varios proyectos financiados con capital extranjero, como el Asian Village, y afirmaron que muchos proyectos en curso serían frenados por una administración del UPP. Uno de los anuncios más emblemáticos de la campaña del ALP mostraba a un trabajador de la construcción abatido desplomándose en el suelo, con el casco cayéndole de la cabeza.
Por su parte, el opositor Partido Progresista Unido centró su discurso casi exclusivamente en la corrupción y en la necesidad de restablecer el estado de derecho, siendo uno de sus eslóganes principales «Nosotros No Estamos en Venta». El manifiesto del partido, titulado «Leadership You Know You Can Trust» (del inglés: «Un Liderazgo en el Que Sabes que Puedes Confiar»), criticó al gobierno del ALP por su corrupción, abuso de poder, falta de transparencia y falta de progreso significativo. Señaló que el régimen de Bird perpetuó las prácticas corruptas, comportamiento poco ético y abuso del cargo público de su padre, y lo acusó de desatender las demandas de sectores marginados de la población, así como de descuidar el medio ambiente de la isla. El UPP se comprometió a transparentar el manejo del sector público, así como una reforma constitucional para fortalecer el papel del parlamento y garantizar «un enfoque multipartidista para la gobernanza». Una de estas reformas incluía la descentralización municipal, proponiendo "concejos comunitarios" electos para «reemplazar el clientelismo y el favoritismo como medio para distribuir los servicios gubernamentales». El manifiesto establecía además un código de conducta que incluía la promesa de que los ministros del gabinete y los miembros del parlamento de la UPP tendrían que declarar anualmente sus bienes e ingresos personales para evitar conflictos de intereses. En general, el manifiesto del UPP fue deliberadamente vago sobre sus promesas económicas, y presentó pocas propuestas concretas. El partido declaró que continuaría la política de fomentar la inversión extranjera, pero apuntaría a más relaciones de proyectos conjuntos y la participación de empresas de Antigua. Con ese fin, prometió incluir las opiniones del sector privado local y de los sindicatos en la planificación económica, pero no especificó cómo se lograría. Algunas de sus promesas, como préstamos sin intereses para que los trabajadores del gobierno compraran tierras y viviendas o viviendas de alquiler para personas de bajos ingresos, fueron consideradas populistas. El UPP justificó sus promesas en que el fin de la corrupción gubernamental permitiría su financiación. Al ser consultado al respecto durante una entrevista, Spencer declaró que: «todo lo que tenemos que hacer es tapar las lagunas de la corrupción, detener la hemorragia de las finanzas de este país y canalizar los recursos hacia donde se supone que deben ir».
Durante las últimas semanas de campaña, las concentraciones del UPP atrajeron a una cantidad de personas cada vez mayor, lo que llevó a varios periodistas extranjeros a sugerir que, incluso con el control del Estado, los medios de comunicación y el sistema electoral por parte del ALP, las elecciones podían ser realmente reñidas. Mientras tanto, los medios de comunicación favorables a ambos partidos comenzaron a publicar encuestas de opinión comisionadas, una de Lester & Associates, utilizada profusamente por la campaña del ALP, estimaba que los laboristas ganarían las elecciones por abrumadora diferencia, mientras que el periódico Daily Observer publicó su propio sondeo, estimando que el UPP ganaría por un margen relativamente holgado. La oposición cuestionó la validez de la encuesta oficialista, afirmando que estaba realizada con el objetivo de desalentar a los indecisos de votar. Spencer declaró que, si la encuesta era genuina, en realidad podía servir como evidencia de que varios votantes registrados eran realmente trabajadores extranjeros ilegalmente registrados como electores.

## Encuestas de opinión
| Encuestadora/Medio                     | Fecha              | Muestra | ALP  | UPP  | Ot./In. | Dif. |  |
| -------------------------------------- | ------------------ | ------- | ---- | ---- | ------- | ---- |  |
| Encuestadora/Medio                     | Fecha              | Muestra |      |      | Ot./In. | Dif. |  |
|                                        |                    |         |      |      |         |      |  |
| Elecciones generales de 1999           | 9 de marzo de 1999 | —       | 52.9 | 44.5 | 2.6     | 8.4  |  |
|                                        |                    |         |      |      |         |      |  |
| Lester & Associates                    | Febrero de 1999    | 593     | 57.7 | 16.8 | 25.5    | 40.9 |  |
| National Opinion Research Organization | Febrero de 1999    | 790     | 41.1 | 55.2 | 3.7     | 14.1 |  |
|                                        |                    |         |      |      |         |      |  |
| Elecciones generales de 1994           | 8 de marzo de 1994 | —       | 54.4 | 43.7 | 1.9     | 10.7 |  |

## Resultados

### Nivel general
Aunque se denunciaron múltiples violaciones a la ley electoral durante la propia jornada de votación, no se reportaron mayores irregularidades en el recuento de votos que tuvo lugar en lugares centralizados en cada circunscripción. Los resultados se transmitieron a la Oficina del Supervisor de Elecciones y luego a la televisión y radio ABS, que los transmitieron en vivo esa noche por televisión y radio. Según los resultados finales emitidos por el Supervisor de Elecciones, el ALP obtuvo el 52,94 por ciento de los votos válidamente emitidos contra el 44,45% del UPP y un 1,26% del BPM. El ALP revalidó así su mayoría absoluta con 12 de los 17 escaños parlamentarios, facilitando la reelección de Lester Bird como primer ministro. Bird retuvo su escaño en St. John's Rural East por un margen sustancial. Otros nueve titulares del ALP también fueron reelegidos, incluido Vere Brid Jr., Molwyn Joseph, Hilroy Humphreys y Robin Yearwood. Fue este último quien obtuvo el mejor resultado de la jornada, con un 72,80% de los votos en St. Philip North. Asimismo, el ALP logró arrebatar al UPP el escaño de St. John's City West de la mano de Gaston Browne, beneficiándose de la división de votos opositores.
El líder del UPP, Baldwin Spencer, fue reelegido ampliamente en St. John's Rural West, lo que le permitió continuar como líder de la Oposición. Obtuvo el mejor resultado para la oposición en la jornada, con un 62,61% de los votos. Otros dos titulares del UPP también conservaron sus escaños, Hilson Baptiste y Charlesworth Samuel. La ruptura con Donald Halstead, que se presentó como independiente, contribuyó a su derrota en St. John's City West, que había ganado en 1994. El UPP perdió ante la ALP por márgenes relativamente pequeños en otras tres circunscripciones. En St. Mary's North, Bertrand Joseph perdió ante Molwyn Joseph por 104 votos. En All Saints West, un antiguo bastión de la oposición, Ralph Potter perdió ante Hilroy Humphreys por 131 votos. Y en St. John's Rural North, John Maginley perdió ante Bernard Percival por 172 votos. En Barbuda, en alianza con el UPP, Hilbourne Frank fue reelegido para un tercer mandato como parlamentario con el 55,96% de los votos contra el 44,04% de Reuben James, aunque el ALP obtuvo su mejor resultado en Barbuda desde 1965.
Hubo dos contiendas particularmente reñidas, prevaleciendo el UPP en una y el ALP en la otra. En St. George, Kenneth "Nat Moses" Francis del UPP, que había perdido ante el ALP en esta circunscripción en 1994, derrotó a Guy Yearwood por cinco votos. En St. Philip South, Sherfield Bowen del ALP venció al titular del UPP, Wilmoth Daniel, por ocho votos. La participación electoral fue oficialmente del 63,61 por ciento, un poco más que el 62,32 por ciento en 1994.
|  | 52.94 % |

|  | 44.45 % |

|  | 1.26 % |

|  | 0.17 % |

|  | 0.10 % |

|  | 1.07 % |

|  | 99.33 % |

|  | 0.67 % |

|  | 100.00 % |

|  | 63.61 % |

### Resultado por isla
| Isla    | ALP    | ALP    | ALP     | UPP          | UPP          | UPP          | AFP          | AFP          | AFP          | NRM          | NRM          | NRM          | BPM          | BPM          | BPM          | Ind.         | Ind.         | Ind.         | Votos válidos | Votos válidos | Blancos/Anulados | Blancos/Anulados | Participación | Participación |
| Isla    | Votos  | %      | Escaños | Votos        | %            | Escaños      | Votos        | %            | Escaños      | Votos        | %            | Escaños      | Votos        | %            | Escaños      | Votos        | %            | Escaños      | Votos         | %             | Votos            | %                | Votos         | %             |
| ------- | ------ | ------ | ------- | ------------ | ------------ | ------------ | ------------ | ------------ | ------------ | ------------ | ------------ | ------------ | ------------ | ------------ | ------------ | ------------ | ------------ | ------------ | ------------- | ------------- | ---------------- | ---------------- | ------------- | ------------- |
| Antigua | 17.240 | 53,21% | 12      | 14.713       | 45,41%       | 4            | 57           | 0,18%        | —            | 33           | 0,10%        | —            | No participó | No participó | No participó | 355          | 1,10%        | —            | 32.350        | 99,36%        | 210              | 0,64%            | 51.383        | 63.37%        |
| Barbuda | 329    | 44,04% | —       | No participó | No participó | No participó | No participó | No participó | No participó | No participó | No participó | No participó | 418          | 55,96%       | 1            | No participó | No participó | No participó | 747           | 98,29%        | 13               | 1,71%            | 760           | 75,85%        |
| Total   | 17.521 | 52,94% | 12      | 14.713       | 44,45%       | 4            | 57           | 0,17%        | 0            | 33           | 0,10%        | 0            | 418          | 1,26%        | 1            | 355          | 1,07%        | 0            | 33.097        | 99,33%        | 223              | 0,67%            | 52.385        | 63,61%        |

### Resultados por circunscripción
|  | 48.64 % |

|  | 42.31 % |

|  | 7.32 % |

|  | 1.73 % |

|  | 97.95 % |

|  | 2.05 % |

|  | 100.00 % |

|  | 56.78 % |

|  | 59.76 % |

|  | 40.24 % |

|  | 99.57 % |

|  | 0.43 % |

|  | 100.00 % |

|  | 66.33 % |

|  | 65.35 % |

|  | 34.65 % |

|  | 99.16 % |

|  | 0.84 % |

|  | 100.00 % |

|  | 62.01 % |

|  | 62.61 % |

|  | 37.39 % |

|  | 99.41 % |

|  | 0.59 % |

|  | 100.00 % |

|  | 58.84 % |

|  | 59.27 % |

|  | 37.94 % |

|  | 2.79 % |

|  | 99.58 % |

|  | 0.42 % |

|  | 100.00 % |

|  | 53.42 % |

|  | 63.58 % |

|  | 34.29 % |

|  | 2.13 % |

|  | 99.74 % |

|  | 0.26 % |

|  | 100.00 % |

|  | 63.78 % |

|  | 54.11 % |

|  | 45.89 % |

|  | 99.76 % |

|  | 0.24 % |

|  | 100.00 % |

|  | 69.46 % |

|  | 51.55 % |

|  | 47.96 % |

|  | 0.48 % |

|  | 99.45 % |

|  | 0.55 % |

|  | 100.00 % |

|  | 62.22 % |

|  | 53.22 % |

|  | 42.69 % |

|  | 4.08 % |

|  | 99.62 % |

|  | 0.38 % |

|  | 100.00 % |

|  | 60.24 % |

|  | 60.00 % |

|  | 40.00 % |

|  | 99.27 % |

|  | 0.73 % |

|  | 100.00 % |

|  | 62.62 % |

|  | 53.01 % |

|  | 46.99 % |

|  | 99.09 % |

|  | 0.91 % |

|  | 100.00 % |

|  | 70.75 % |

|  | 49.74 % |

|  | 49.55 % |

|  | 0.71 % |

|  | 99.52 % |

|  | 0.48 % |

|  | 100.00 % |

|  | 67.56 % |

|  | 62.75 % |

|  | 34.33 % |

|  | 2.91 % |

|  | 99.65 % |

|  | 0.35 % |

|  | 100.00 % |

|  | 67.72 % |

|  | 73.80 % |

|  | 26.20 % |

|  | 99.49 % |

|  | 0.51 % |

|  | 100.00 % |

|  | 63.85 % |

|  | 50.34 % |

|  | 49.66 % |

|  | 99.16 % |

|  | 0.84 % |

|  | 100.00 % |

|  | 71.54 % |

|  | 59.13 % |

|  | 40.87 % |

|  | 99.12 % |

|  | 0.88 % |

|  | 100.00 % |

|  | 68.21 % |

|  | 55.96 % |

|  | 44.04 % |

|  | 98.29 % |

|  | 1.71 % |

|  | 100.00 % |

|  | 75.85 % |

## Consecuencias
Una semana después de las elecciones, el UPP presentó un desafío judicial contra los resultados en seis circunscripciones: St. John's Rural East, St. John's Rural North, St. John's City West, St. Philip South, St. Mary's North y All Saints West. Las seis peticiones argumentaban que las elecciones deberían anularse porque el uso del libro de votación para registrar en orden secuencial los detalles de cada votante socavaba el secreto del voto, contraviniendo la ley electoral, que no hacía referencia al uso de estos libros. Además de este desafío, en cada circunscripción se plantearon denuncias específicas. En la circunscripción de Lester Bird, St. John's Rural East, se denunció el uso de programas del gobierno para sobornar a electores. Varias de las peticiones incluían argumentos de anulación basados en pruebas de doble voto y suplantación de votantes. La petición de St. Philip South hacía referencia a lo que decía era evidencia directa de que el candidato del ALP y sus agentes habían intentado inducir a los votantes con sobornos en efectivo. A finales de mayo, las peticiones para St. John’s Rural East y St. Philip South estaban programadas tentativamente para ser juzgadas en el Tribunal Superior a mediados del verano, y las otras cuatro peticiones estaban programadas para ser juzgadas algún tiempo después. El UPP declaró tener miedo de que el ALP utilizar la influencia del Estado para intimidar a los tribunales.
Mientras tanto, el ALP presentó una impugnación para anular los resultados en St. George, donde el candidato del ALP, Guy Yearwood, había perdido ante el UPP por cinco votos. La petición argumentaba que la elección en St. George era inválida porque un funcionario electoral había utilizado veinte papeletas azules, que deben usarse sólo para remarcar papeletas presentadas o impugnadas, en lugar de las papeletas blancas estándar durante el transcurso de la votación. La impugnación fue desestimada porque fue presentada dos semanas después de las elecciones, contraviniendo lo dispuesto por la ley electoral, que establecía un plazo de una semana para la presentación de impugnaciones a los resultados.
El Grupo de Observadores de la Mancomunidad de Naciones y el Centro de Estudios Estratégicos e Internacionales presentaron reportes ese mismo año, dictaminando que las elecciones no podían considerarse «libres y justas». El Grupo de la Mancomunidad postuló una serie de recomendaciones para transparentar el sistema electoral antiguano: el establecimiento de una Comisión Electoral independiente con el mandato de confeccionar un nuevo registro de votantes limpio, el establecimiento dentro de la comisión electoral de una Comisión de Medios para elaborar, en consulta con los medios de comunicación tanto públicos como privados del país, directrices sobre el acceso justo a los medios electrónicos e impresos para todos los partidos políticos en Antigua y Barbuda, especialmente durante los períodos de campaña. Al mismo tiempo, la Comisión de Medios también tendría el mandato de monitorear los servicios públicos y las transmisiones políticas pagas. También se propuso el fin de la práctica de ingresar los datos de los electores en un 'libro electoral' en el colegio electoral y, si fuera necesario, la introducción de otras salvaguardias que reforzarían la integridad del secreto del voto. Enfrentando una creciente presión interna y externa, el gobierno de Bird se comprometió a «tomar en cuenta» las recomendaciones, lo que derivó en la creación de la Comisión Electoral de Antigua y Barbuda en 2001.